# Himalopsyche dolmasampa
Himalopsyche dolmasampa là một loài Trichoptera thuộc họ Rhyacophilidae. Chúng phân bố ở miền Ấn Độ - Mã Lai.